# Переможець (Вілейський район)
Переможець (біл. вёска Пабедзіцель) — село в складі Вілейського району Мінської області, Білорусь. Село підпорядковане Ольковицькій сільській раді, розташоване в північній частині області.
У 1964 года село Сморкава была перайменавана ў село Переможець.

## Історія
У 1921–1945 роках фільварок знаходилось у Польщі, у Вільнюськім воєводстві, Вілейського повіту, у гміні Ілля.

## Населення
- 1866 рік — 118 людини, 10 будинків
- 1921 рік — 160 людини, 36 будинків[2].
- 1931 рік — 194 людини, 38 будинків[3].